# Valherbasse
Valherbasse is een gemeente in het Franse departement Drôme (regio Auvergne-Rhône-Alpes). De plaats maakt deel uit van het arrondissement Valence. Valherbasse is op 1 januari 2019 ontstaan door de fusie van de gemeenten Miribel, Montrigaud en Saint-Bonnet-de-Valclérieux. De gemeente is vernoemd naar de rivier de Herbasse die door de gemeente stroomt en uitmondt in de Isère. Valherbasse telde op 1 januari 2022 1.020 inwoners.

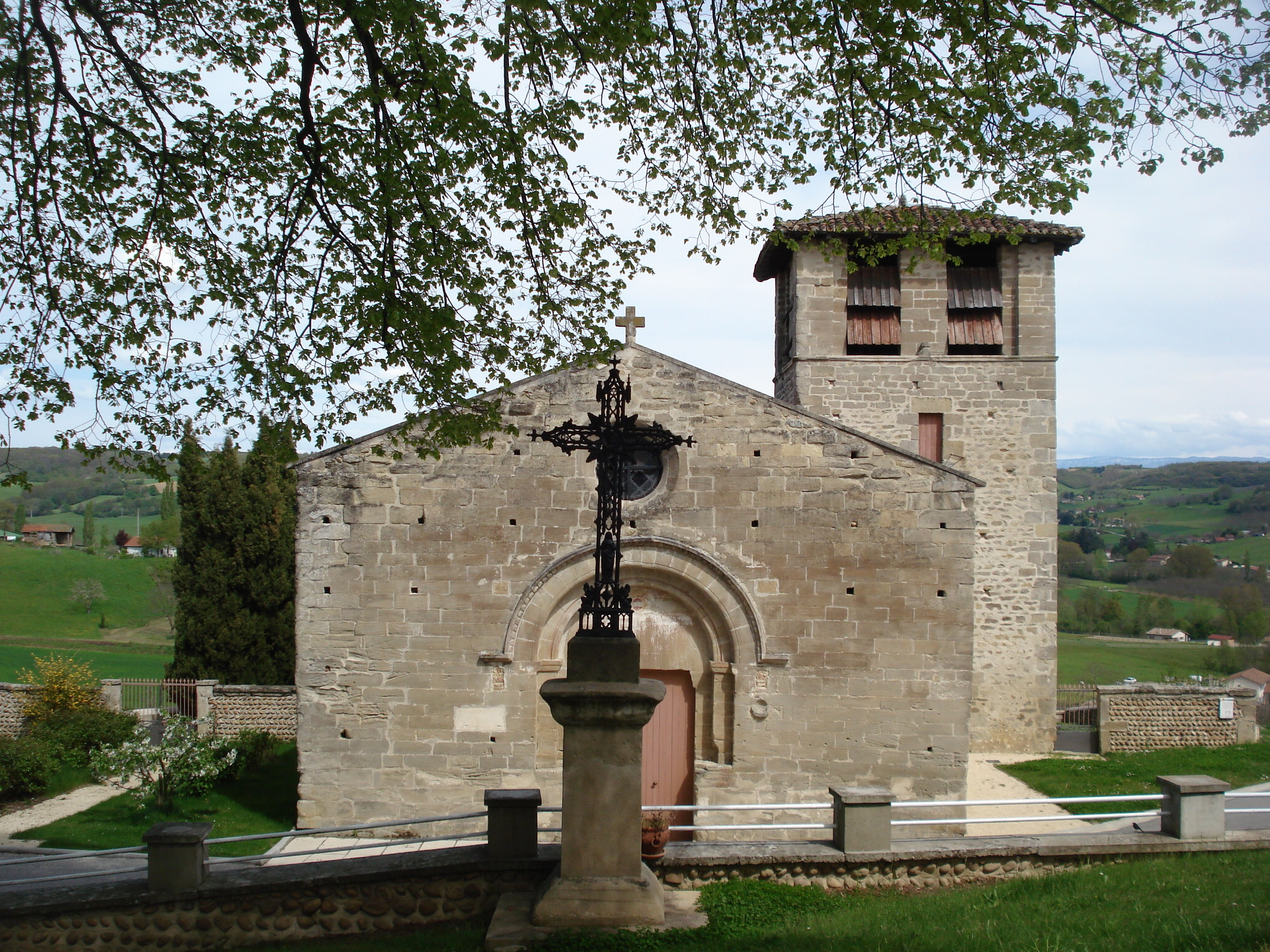
Miribel : Kerk Saint-Sévère
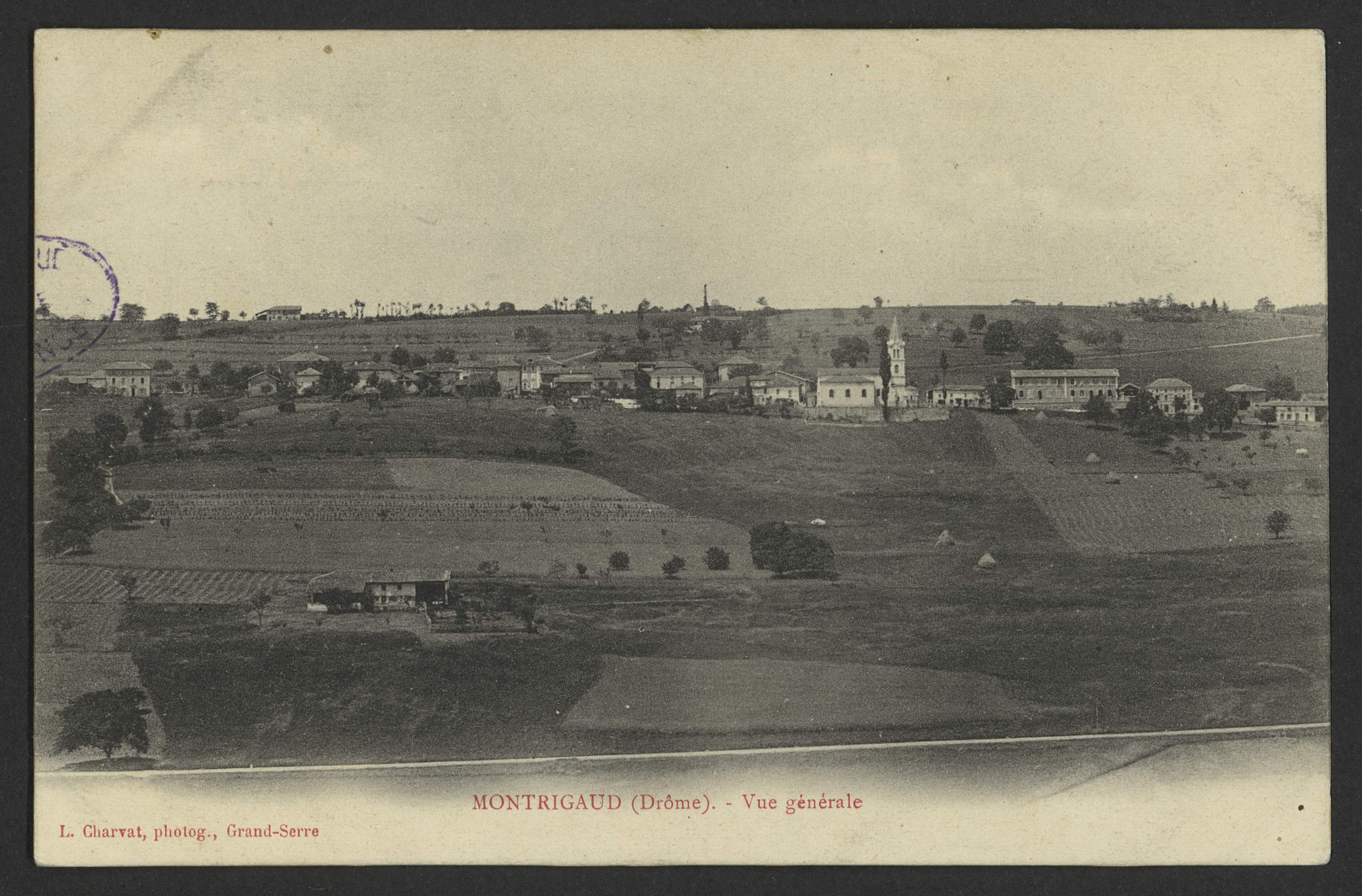
Montrigaud : Zicht op het dorp
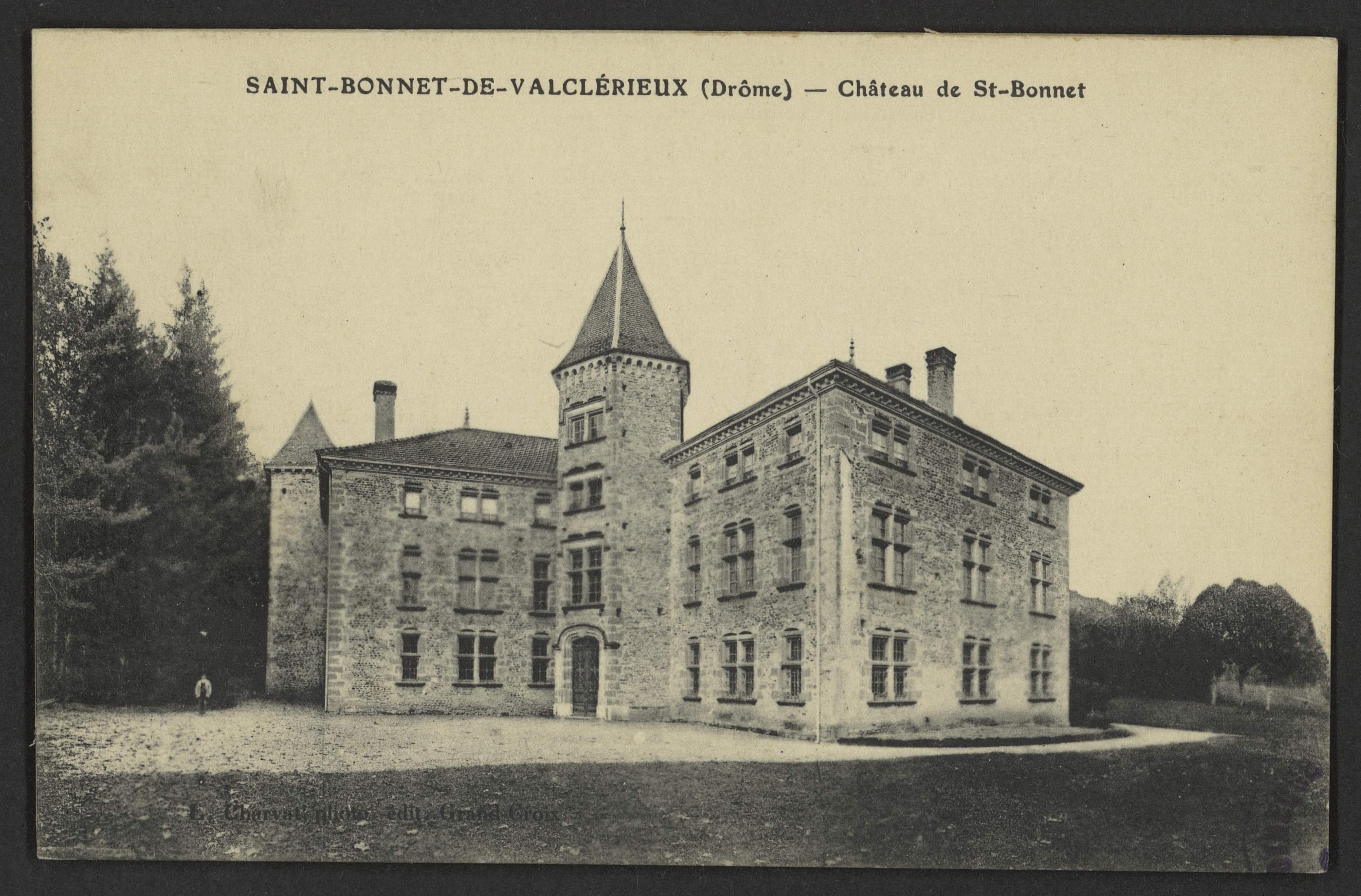
Kasteel van Saint-Bonnet

## Geografie
De oppervlakte van Valherbasse bedraagt 43,57 vierkante kilometer; de bevolkingsdichtheid is 24 inwoners per km² (per 1 januari 2019).

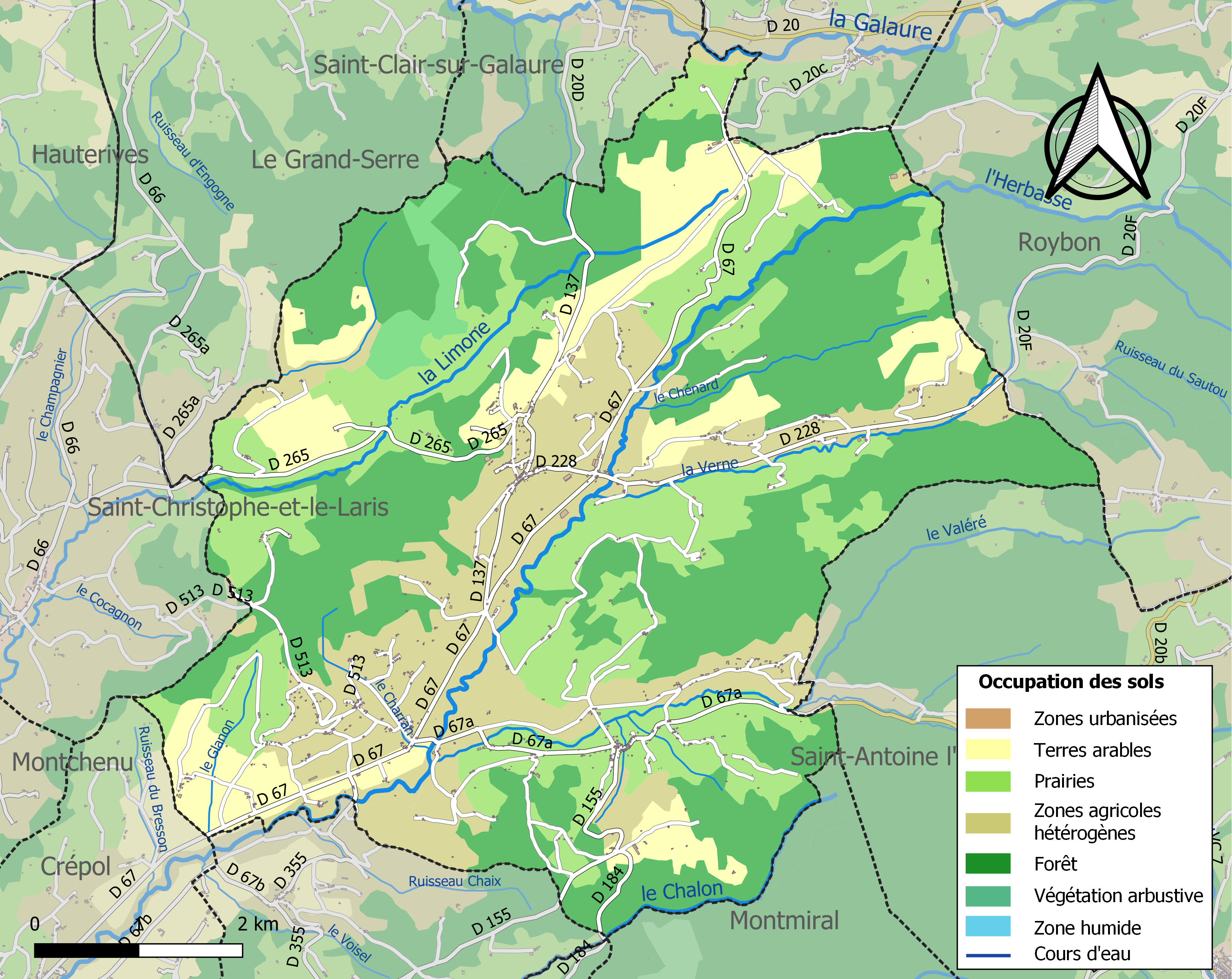
Kaart van de gemeente met belangrijkste infrastructuur, bodemgebruik en omliggende gemeenten